# Étampes
Étampes település Franciaországban, Essonne megyében. Lakosainak száma 26 601 fő (2022. január 1.). Étampes Brières-les-Scellés, Guillerval, Saclas, Boissy-la-Rivière, Boissy-le-Sec, Boutervilliers, Chalo-Saint-Mars, La Forêt-Sainte-Croix, Morigny-Champigny, Ormoy-la-Rivière és Saint-Hilaire községekkel határos.

## Története
A második keresztes hadjárat során, 1147. február 16-án a francia keresztesek itt találkoztak, hogy megtárgyalják az útvonalukat.

## Népesség
A település népességének változása:
| Lakosok száma | 23 300 | 24 502 | 24 271 | 24 765 | 25 092 | 25 287 | 25 629 | 26 251 | 26 529 | 26 601 |
|               | 2006   | 2013   | 2015   | 2016   | 2017   | 2018   | 2019   | 2020   | 2021   | 2022   |